# 阿爾姆湖
47°45′N 13°57.5′E / 47.750°N 13.9583°E

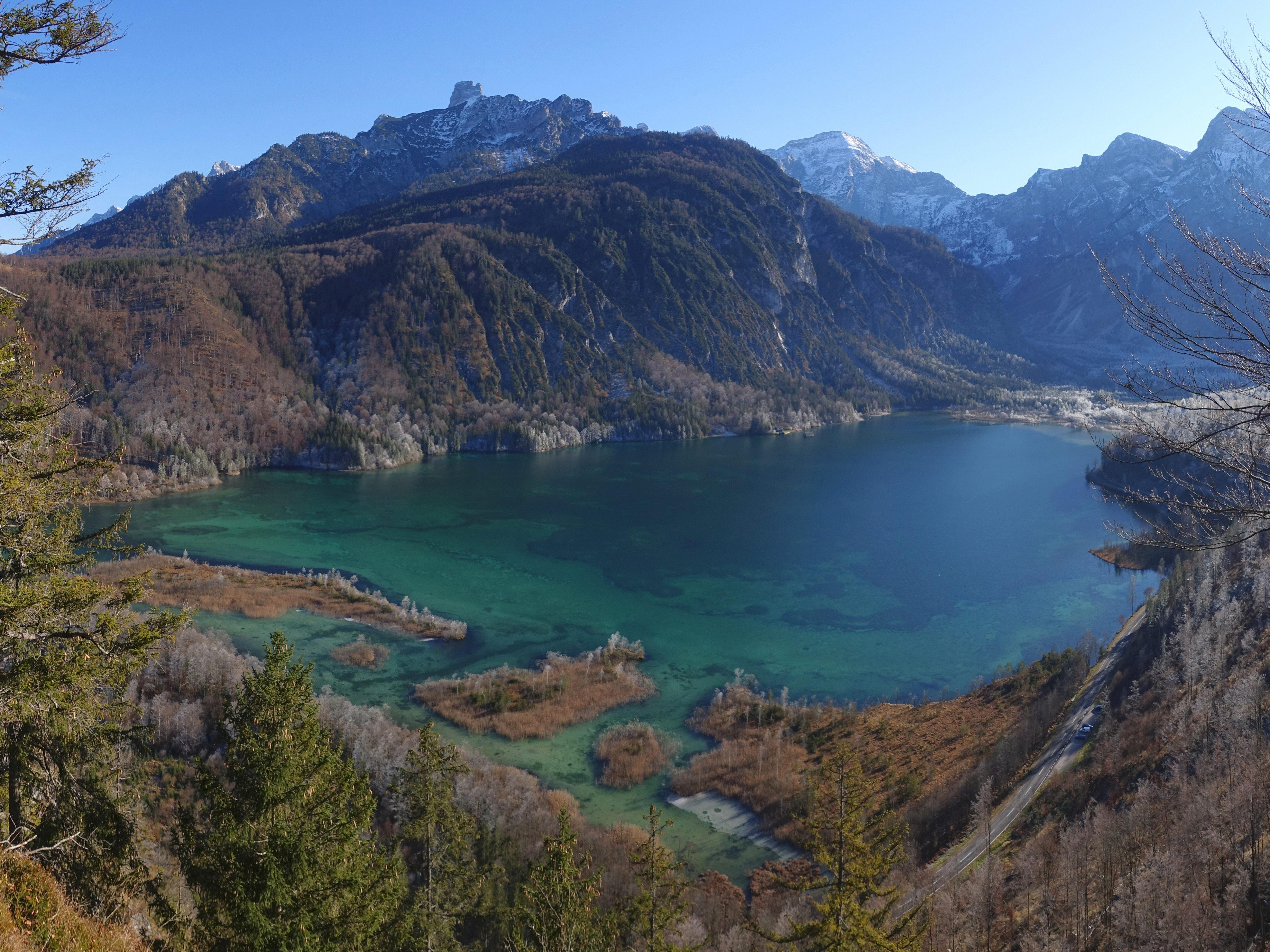

阿爾姆湖是奧地利的湖泊，位於薩爾茨卡默古特，長2.3公里、寬0.7公里，面積0.85平方公里，海拔高度589米，平均水深2.5米，最大水深5米，蓄水量210萬立方米。